# История Померании

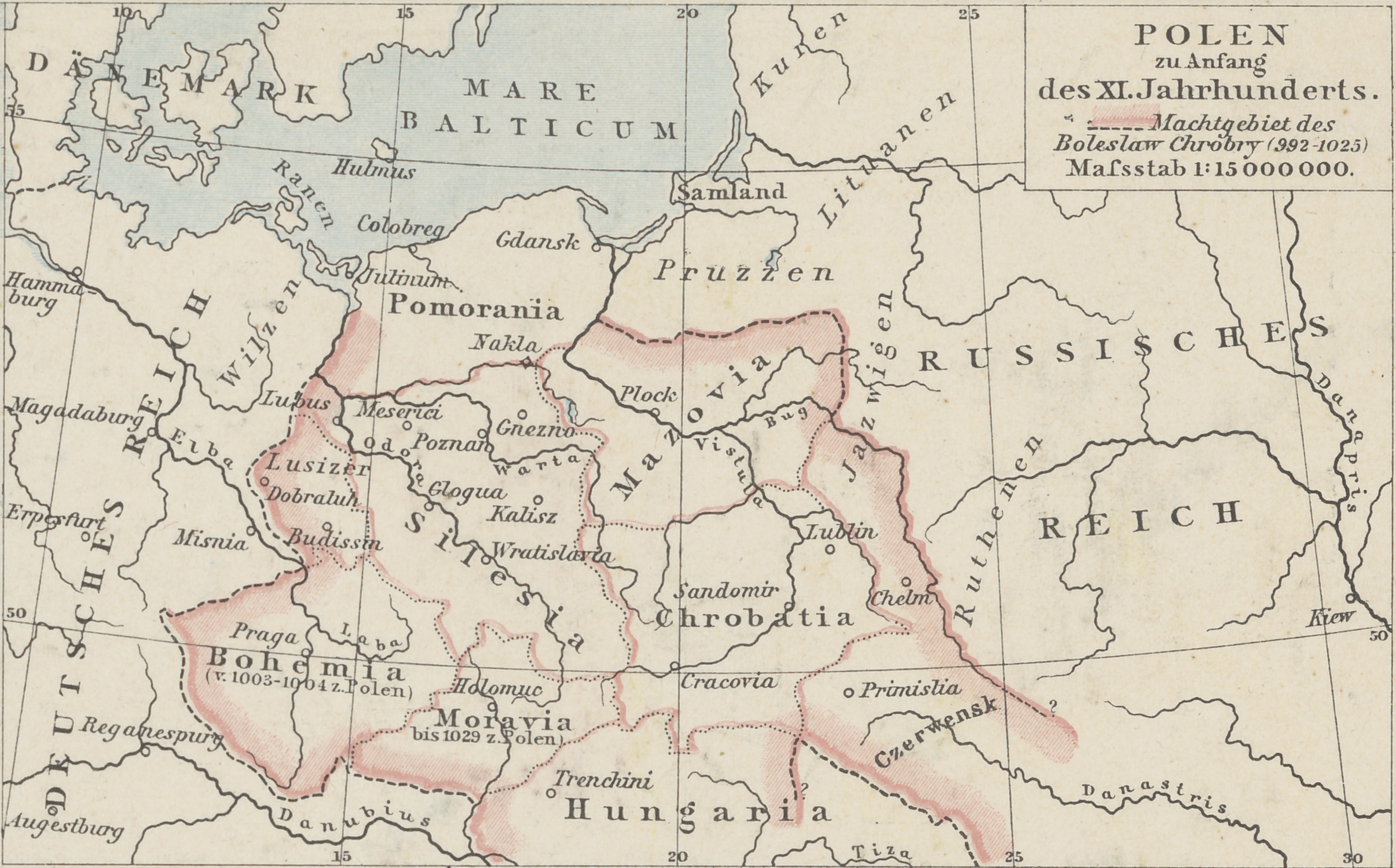
Померания на схеме, во времена правления Болеслава I Храброго.

История Померании — история области Померания, находящейся в Центральной Европе, на юге Балтийского моря, и  входившей, в разный период времени, в состав различных государств мира.
История уходит вглубь веков более чем на 10 000 лет. Человеческие поселения появляются в области в конце Ледниковой эпохи приблизительно 13 000 лет назад. Обнаружены археологические следы различных культур каменного и бронзового веков, венедов и прочих народов в период железного века, а в Средние века четко видны признаки культуры славян, а также некоторое влияние викингов. Начиная с X века, ранние польские герцоги и короли неоднократно предпринимают попытки подчинить южные и юго-восточные части области, в то время как с севера и с запада Поморью угрожают Священная Римская империя и Дания.

## Краткое изложение
В Высоком Средневековье область стала христианской и управлялась местными князями династии Гриффинов, а также Самборидами, правившими восточной частью Померании, так называемой Померелией, которая соответствует нынешней Кашубии. Поморские племена начал объединять вокруг себя князь Вартислав I, который воевал как с немцами, так и с поляками. Однако в конце концов признал себя вассалом польского короля. Впоследствии, в конце XII века, Гриффины переходят из под власти Польши в состав Священной Римской империи.. В XIV веке, после пресечения местной династии, в состав Поморья вольется также Рюгенское княжество, существовавшее на острове Рюген и соседних землях на материке, которое с середины XII века принадлежало Дании, а затем вошло в состав всей той же Священной Римской Империи. Дания, Бранденбург, Польша и Тевтонский орден часто и подолгу боролись с династией Самборидов в Восточной Померании. Тевтонцы преуспели в этом в начале XIV столетия, подчинив себе Восточное Поморье. Однако западное Поморье продолжало находиться под властью Гриффинов. Вследствие длительного пребывания в составе немецкой империи, а также в результате расселения немцев на восток Поморье-Померания начала онемечиваться. Этот процесс длился много веков. Неонемеченными и неполонизированными потомками поморян (по-немецки вендов), проживавшими в Восточном Поморье до конца второй мировой войны, являлись словинцы и кашубы. Кашубы живут там до сих пор.
В 1325 году династия князей Рюгена пресеклась, и княжество было унаследовано потомками династии Гриффинов. К этому времени относится Померано-бранденбургский конфликт.
В 1466 году, с поражением Тевтонского ордена, и вычленения из его состава Восточного Поморья, с последующим его подчинением непосредственно польской короне, вся Померания стала подвергаться влиянию польской Короны.
В то время как герцогство Померании приняло в 1534 году Протестантскую реформацию, Кашубия оставалась под влиянием Римско-католической церкви.

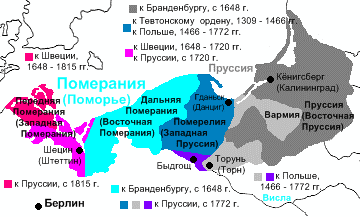
Померания, Западная и Восточная Пруссия

Во время Тридцатилетней войны большая часть Померании была разорена и было истреблено местное население. С пресечением династии Гриффинов, произошедшем в тот же период, Герцогство Померания было разделено между Шведской империей (Шведская Померания) и Бранденбургской Пруссией (Бранденбургская Померания) в 1648 году.
Пруссия в результате Великой Северной войны в 1720 году получила южные части шведской Померании, а в результате первого раздела Речи Посполитой в 1772 году получила под свой контроль и Восточное Поморье. Остаток шведской Померании в 1815 году после Наполеоновских войн — остров Рюген и его окрестности, по итогам Венского конгресса, также достался Пруссии. Прежняя Прусско-Бранденбургская Померания и прежние шведские части, в рамках королевства Пруссия были реорганизованы в прусскую провинцию Померания, в то время как Восточное Поморье стало ядром области Западная Пруссия.
Вместе с Пруссией обе области вошли в состав созданной пруссаками Германской империи в 1871 году. После поражения империи в Первой мировой войне Восточное Поморье было снова возвращено Польше и преобразовано в знаменитый польский коридор и Вольный город Данциг.
Во времена Третьего рейха эти земли снова целиком попали под власть немцев, а после поражения Нацистской Германии во Второй мировой войне немецко-польская граница была перемещена на запад к линии Одера-Ныса-Лужицкая, и вся Померания, как Западная, так и Восточная были включены в состав Польши. Ныне единственной частью Померании, которая до сих пор принадлежит немцам — является так называемая Передняя Померания (область немецкой земли Мекленбург-Передняя Померания, которая тянется параллельно Балтийскому морю примерно от Ростока до Вольгаста). Остальная Померания в настоящее время поделена между Поморским воеводством Польши, Западно-Поморским воеводством Польши, Куявско-Поморским воеводством Польши. После окончания войны почти все немецкое население Поморья было изгнано с территорий, перешедших Польше.

## Раннее Средневековье
- ~650-~ 850: Славянские народы появляются и дифференцируются на несколько племен, сгруппированных как Полабы, Велеты (позже Лютичи) на западе и Поморяне на востоке[6][29][30]
- с 800: возникают различные скандинавские поселения и торговые пункты, включая Ральсвик, Altes Lager Menzlin, Волин (город) (затем Винета или Йомсборг Йомсвикингов)[31].
- 845: «королём ободритов» стал некто Рёрик, есть основания[источник не указан 5061 день] для отождествления его с Рёриком Ютландским[32]
- 900—918: Саксонские герцоги ведут экспансию на земли Славянского Поморья. В завоёванной и присоединённой к Саксонии его западной части создаются Марка Северной Саксонии и Марка Биллунгов в составе Германской империи[8].
- 955: Сражение на Реккниц — немцы и руяне подавляют восстание ободритов в Марке Биллунгов[33]
- 960: Польский князь Мешко I в нескольких военных кампаниях подчинил области около Колобжега (Kołobrzeg)[34]
- 983: Славянское восстание 983 года возвращает независимость Федерации Лютичей[8]
- 1000: Конгресс в Гнезно включает в епархию, управляемую Рейнберном, области около Колобжега[35]
- 1005: Поморье возвращает независимость, епархия распадается[9][11][12][13][14]
- 1046: Земомысл — первый письменно засвидетельствованный герцог Померании[6][36]
- 1056/57: Лютичи заканчивают участие в гражданской войне[8], последующая экспансия ободритов на восток[37]
- 1067/68 и 1069: Саксы совершают набег и разрушают главную цитадель лютичей Rethra[38]
- 1093: Лютичи, поморяне и руяне должны выплатить дань Генриху, князю ободритов[39]

## Высокое Средневековье
- 1100: Неудачная осада ободритами столицы руян — Любице[40]
- 1102—1121/2: Князь Польши Болеслав Кривоустый завоевывает Поморье к востоку от Одера, в том числе самоуправляющиеся города Щецин и Волин[41], первые известные герцоги из дома Грифичей (на западе) и Самборидов (на востоке)[17]
- 1120-е: Вартислав I из Грифичей расширяет своё герцогство на запад на земли лютичей, включая графство Gützkow, Вольгаст, Circipania и Уккермарк[42]
- 1123—1125: Князь ободритов Генрих подчиняет руян[39], Вартислав I признает себя вассалом польского князя на землях к востоку от Одера и вассалом Германской империи на новоприобретённых землях лютичей[43].
- 1124/28: Епископ Отто Бамбергский обращает славян Померании в христианство[15][44][45][46][47][48]
- 1128: Руяне нападают и разрушают ободритский Любице[40][49]
- 1135: Болеслав Кривоустый признает себя вассалом германского императора Лотаря II, который, в свою очередь, предоставляет ему Померанию в лен, включая Одерскую область и ещё не порабощённое княжество Рюген[50].
- с 1138: после смерти Болеслава Померания выходит из вассальной зависимости от Польши[43][51]
- 1140: Камминское епископство подчиняет Волин непосредственно Папскому престолу[17]

## Позднее Средневековье
- 1294—1308: Маркграфство Бранденбург и Польша соперничают за Восточное Поморье после того, как пресеклась династия Самборидов[52]
- 1308: Тевтонский орден поглощает Данциг (Гданьск)
- 1309: Соглашение относительно Soldin (Myślibórz) — Монашеское государство Тевтонцев покупает спорную территорию в Померелии по требованию маркграфства Бранденбург, воевавшего за эти земли.
- 1317-47: Герцогство Померания берет Земли Schlawe и Stolp как феодальное владение Brandenburgian; в 1317 местная династия Swenzones продолжает управлять; полное объединение в Померанию-Wolgast в 1347. [124]
- 1325—1356: две войны для последовательности Rugian с Мекленбургом. Померания-Wolgast включает Княжество Рюген. [22]
- 1361—1368: Две войны Ганзейского союза с Данией приводят к Соглашению относительно Штральзунда (1370), высшая точка ганзейской власти. [125][126][127]
- 1368/72: Померания-Wolgast разделила в П.-Уолгэст и P.-Stolp[119][128][129]
- 1376—1394: Померания-Wolgast разделила в П.-Уолгэст и P.-Barth[119][128]
- 1397: Эрик Померании-Stolp становится королём Кальмарский Союз[130]
- 1425: Померания-Wolgast, снова разделенная в П.-Уолгэст и П.-Барта [131]
- 1448: Первый Мир Prenzlau заканчивает войну между Померанией-Штеттином и Бранденбургом
- 1455: Lauenburg и Bütow Land предоставили Дом Померании[23]
- 1456: Университет Грифсвальда основал [132]
- 1464: Смерть Отто III Померании-Штеттина, войны причин для последовательности между Померанией-Wolgast и Бранденбургом. [133]
- 1466: Соглашение относительно Soldin: Герцогство Померании становится номинальным феодальным владением Электората Бранденбурга. Выполнение потерпело неудачу, война вспыхивает снова. [134]
- 1466: Второй Мир Шипа: Тевтонский Заказ уступает Pomerelia польской Короне как часть того, что позже называют Королевской Пруссией, Lauenburg и Bütow Land, подтвержденным к Герцогство Померании[23]
- 1472/9: Второй Мир Prenzlau заканчивает войну между Померанией-Штеттином и Brandenburg[121][135]
- 1478: Боджислоу X становится единственным правителем Герцогства Померании, так как весь другой мужчина Гриффинс умирал, большая часть чумы epidemic[121][136]
- 1493: Соглашение относительно Pyritz заканчивает вооруженные Померанские Бранденбургом конфликты
- 1536: Томас Канцов, секретарь герцогов Померанских, завершает свою «Померанскую хронику»